# Vlag van de Dominicaanse Republiek

Vlag van de Dominicaanse Republiek
(ratio 2:3)

Civiele vlag van de Dominicaanse Republiek
(ratio 2:3)

Militaire vlag van de Dominicaanse Republiek
(ratio 2:3)

Oorlogsvlag ter zee van de Dominicaanse Republiek
(ratio 1:2)

De vlag van de Dominicaanse Republiek is samen met het wapen van de Dominicaanse Republiek en het volkslied Quisqueyanos valientes het symbool van de Dominicaanse Republiek. De vlag toont een wit kruis tussen twee blauwe (linksboven en rechtsonder) en twee rode vlakken. In de staatsvlag en de oorlogsvlag staat in het midden van het witte kruis het nationale wapen, maar ook burgers mogen deze versie gebruiken.

## Symboliek
Het dundoek is in gebruik sinds 14 september 1863 en is afgeleid van de vlag van de geheime revolutionaire organisatie La Trinitaria. Deze organisatie, onder leiding van Pablo Duarte, bevrijdde de Dominicaanse Republiek tussen 1838 en 1844 van de Haïtiaanse overheersers. Duarte gaf een symbolische betekenis aan de drie kleuren: rood staat voor het bloed dat in de strijd tegen de Haïtianen vergoten is, wit voor de offers die de bevolking gaf voor de vrijheid en blauw voor de eeuwige vrijheid.

## Ontwerp
De vlag bestaat uit vier vlakken die gescheiden worden door een wit kruis. De vlakken linksboven en rechtsonder zijn blauw; de andere twee rood.
De verhouding tussen de hoogte en de breedte van de vlag is niet vastgelegd; men gebruikt meestal een ratio van 2:3. 

## Geschiedenis
De vlag van de Dominicaanse Republiek is, zoals vermeld, afgeleid van de vlag van La Trinitaria. La Trinitaria baseerde haar vlag op de vlag van Haïti: zij gebruikte een vlag met twee horizontale banen in de kleuren blauw en rood. In het midden van deze vlag stond een wit kruis en aan de randen stonden tien witte sterren.
Op 27 februari 1844 werd de Dominicaanse Republiek onafhankelijk. Men ging vanaf 6 november 1844 een vlag gebruiken die, evenals de huidige vlag, bestaat uit vier vlakken die gescheiden worden door een wit kruis. In de vlag van 1844 waren de bovenste twee vlakken blauw en de onderste twee rood; het staatswapen kwam niet voor in de vlag.
Vanaf 1861 viel de Dominicaanse Republiek onder Spaans bestuur, maar in 1863 begon er een oorlog tegen de Spanjaarden, die twee jaar zou duren. Op 14 september 1863 werd een nieuwe vlag vastgesteld, die sindsdien de nationale vlag is gebleven.

? ? Vlag in gebruik tussen 1844 en 1861

## Overige vlaggen

Marinegeus
Luchtmachtvaandel
Politievlag
Vlag van het hooggerechtshof